# Samuel Reardon
Samuel Reardon, född 30 oktober 2003, är en brittisk friidrottare som tävlar i kortdistanslöpning.

## Karriär
Samuel Reardon ingick i det brittiska stafettlag på 4 x 400 meter som kvalificerade sig för finalen och som där tog brons vid OS 2024. Han ingick även i det mixade 4 x 400-laget som också tog brons.